# Torri in Sabina
Torri in Sabina es una localidad y comune italiana de la provincia de Rieti, región de Lacio, con 1.278 habitantes.

## Evolución demográfica
| Gráfica de evolución demográfica de Torri in Sabina entre 1861 y 2001 |
|                                                                       |
| Fuente ISTAT - elaboración gráfica de Wikipedia                       |